# 3C 273
3C 273 és un quàsar situat a la constel·lació de la Verge, i fou el primer quàsar descobert. Es tracta d'un forat negre supermassiu i el seu disc d'acreció situats al centre d'una galàxia el·líptica de tipus Seyfert.
El quàsar 3C 273 pertany a la subclasse de blàzars (objectes que presenten un doll de plasma molt alineat amb la nostra línia de visió) anomenada quàsars de ràdio d'espectre pla (FSRQ de l'anglès Flat Spectrum Radio Quasars). Els blàzars són un tipus de nuclis actius de galàxies (AGN, Active Galactic Nuclei).
El quàsar 3C 273 fou identificat com un nou tipus d'objecte astronòmic el 1963 per l'astrònom neerlandès Maarten Schmidt. Està situat a una distància de 551,5 milions de parsecs (1 794 milions d'anys llum) i s'allunya a una velocitat del 16 % de la velocitat de la llum (~0,48 × 108 m/s). Té un doll altament visible, que mesura ~200 anys llum (60 kpc) de llarg, i té una magnitud absoluta de prop de –26. L'any 1995, la imatge òptica del doll utilitzant el telescopi espacial Hubble revelà una morfologia estructurada que mostra repetits nusos brillants entrellaçats per àrees d'emissió feble.

## Història

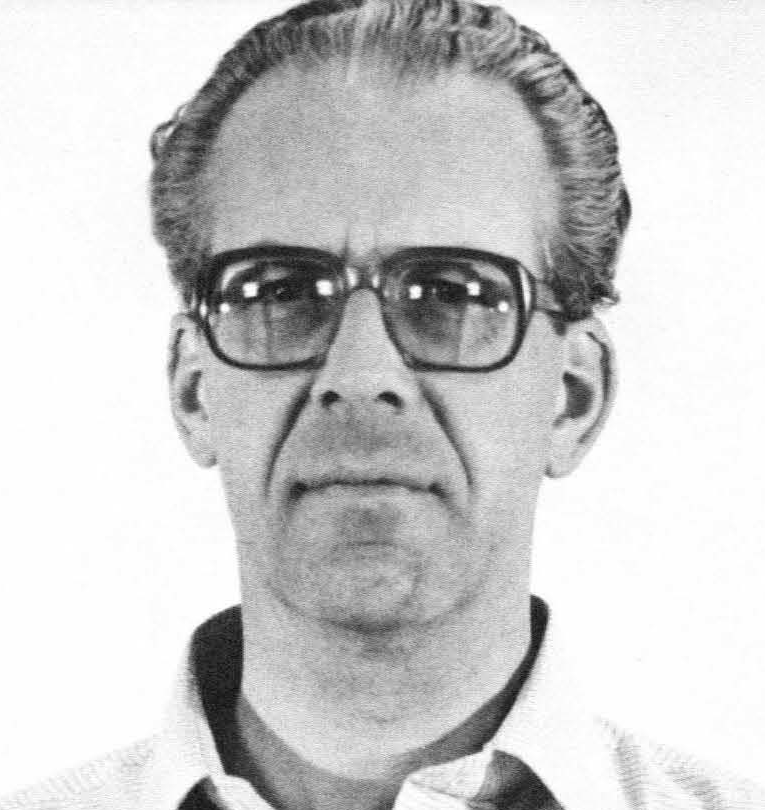
Maarten Schmidt el 1978.

El nom de 3C 273, significa que fou l'objecte astronòmic número 273 (en ordre d'ascensió) del Third Cambridge Catalog of Radio Sources (3C), publicat l'any 1959. Després de millorar la posició de l'objecte observant l'ocultació de la font per la Lluna amb el radiotelescopi Parkes situat a Austràlia, la radiofont fou ràpidament associada amb una contrapartida en l'òptic, un objecte estel·lar no resolt.

Les quatre línies de l'espectre visible de l'hidrogen que pertanyen a la sèrie de Balmer.

L'astrònom neerlandès Maarten Schmidt (1929-2022) que estava treballant al Caltech, Califòrnia, aconseguí l'espectre d'aquesta font, la qual presentava unes línies d'emissió molt brillants. Sense arribar a comprendre encara el significat d'aquestes línies, decidí publicar-ne els resultats. El febrer de 1963, mentre estava preparant l'article, Schmidt trobà l'explicació. Les quatre línies més brillants de l'espectre de 3C 273 eren les quatre línies de Balmer (Hα, Hβ, Hγ i Hδ), les que produeixen l'hidrogen gasós en la zona visible i, per tant, molt conegudes. Tot i això, les seves longituds d'ona no eren normals, sinó que estaven desplaçades cap al roig en un 16 %.

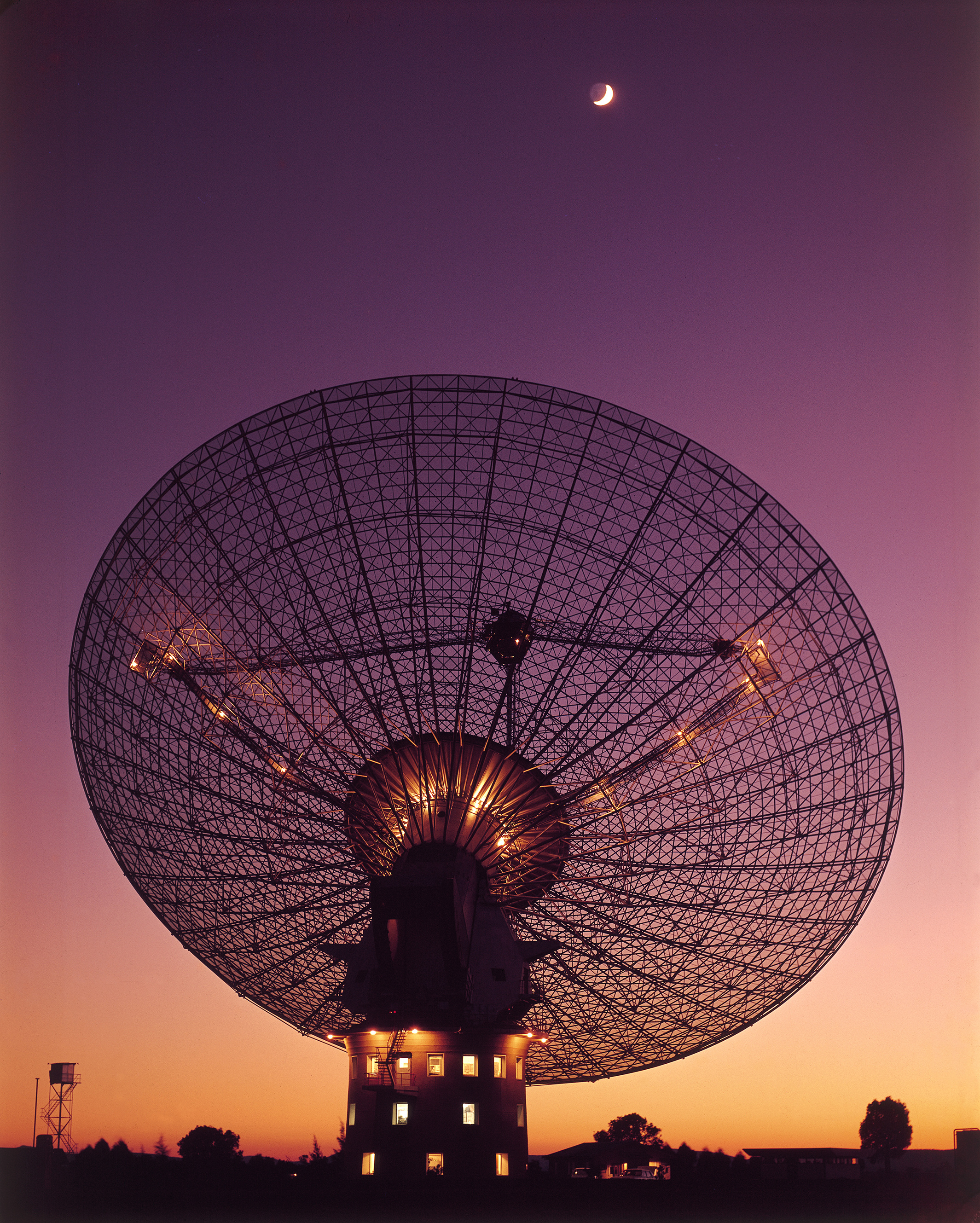
Radiotelescopi Parkes.

Schmidt comunicà aquest descobriment al seu supervisor Jesse L. Greenstein (1909-2002), que també observà a l'espectre del quàsar 3C 48 línies d'elements químics conegudes, novament desplaçades cap al vermell. En aquest cas, 3C 48 s'allunyava de la Terra a un 37 % de la velocitat de la llum. Aquestes fonts de ràdio no eren clarament estrelles de la nostra galàxia, la Via Làctia, sinó objectes extragalàctics molt llunyans, situats a mils de milions d'anys llum. S'allunyaven de la Terra a gran velocitat com a resultat de l'expansió de l'Univers i, a més, eren objectes més lluminosos, amb una potència cent vegades més gran que les galàxies més lluminoses mai vistes.
Schmidt envià un article a Nature titulat «3C 273: Star-like Object with Large Red-shift» (3C 273: un objecte semblant a una estrella amb un gran desplaçament cap al roig). Greenstein, amb Thomas A. Matthews com a coautor, envià un altre article titulat «Red-shift of the Unusual Radio Source 3C 48» (Desplaçament al roig de la inusual font de ràdio 3C 48). Tots dos articles es publicaren, amb alguns més sobre fonts de ràdio, al número del 16 de març de 1963. Schmidt, amb John Beverly Oke (1928-2004) publicaren el setembre l'article «Optical Observations of the Radio Source 3C 273» a l'Astronomical Journal ampliant la informació.

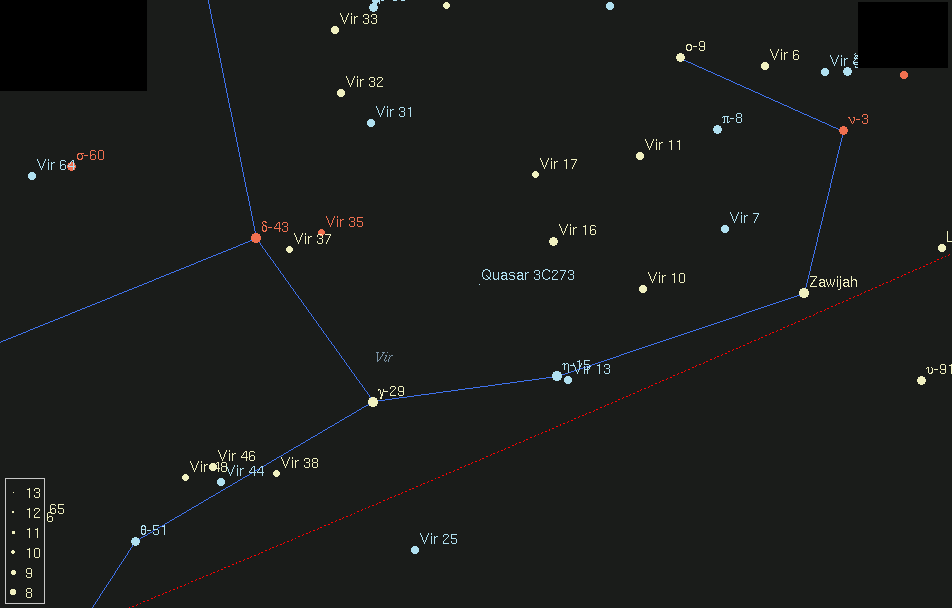
Situació del quàsar 3C 273 a la constel·lació de la Verge.

Arran del descobriment de 3C 273, moltes altres radiofonts foren associades amb contrapartides òptiques de similar naturalesa. També, moltes galàxies actives que havien estat erròniament identificades com estrelles variables s'identificaren com a aquest nou tipus d'objecte astronòmic. No obstant això, no es comprengué la veritable naturalesa d'aquests objectes, ja que no s'assemblaven a l'espectre de cap estrella coneguda a l'època. 3C 273 fou el primer objecte identificat com el que ara anomenem quàsar, que són objectes extremadament lluminosos a distàncies cosmològiques. La denominació «quàsar» prové de la contracció de la denominació anglesa quasi-stellar radio source ('font de ràdio quasiestel·lar'), atès que els primers objectes descoberts d'aquesta categoria eren forts emissors d'ones radioelèctriques; posteriorment es descobrí, però, que la major part dels quàsars, prop del 90 %, no emeten en la banda de ràdio.
Com a resultat d'aquest treball, Maarten Schmidt fou portada de la revista Time l'11 de març de 1966.

## Lluminositat i distància

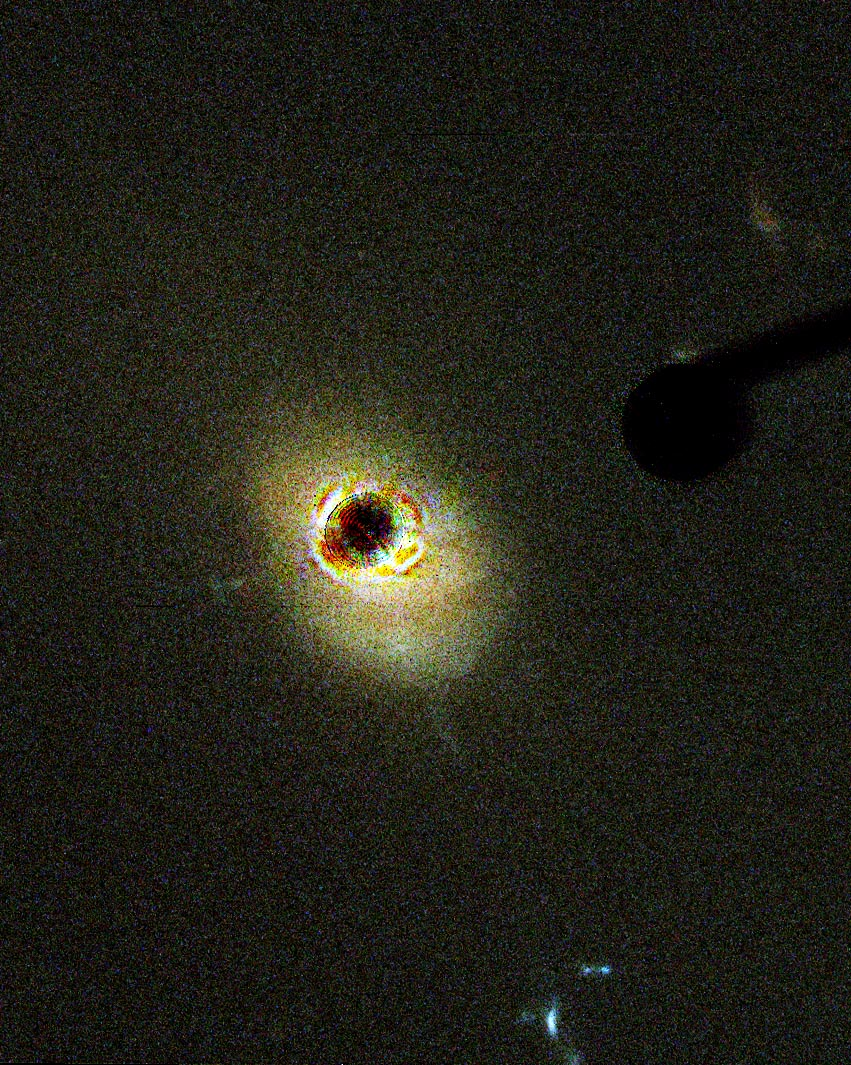
3C273 fotografiat pel telescopi espacial Hubble.

La lluminositat de 3C 273 és variable en gairebé totes les longituds d'ona, des de les ones de ràdio als rajos gamma en escala de dies a dècades. S'ha observat polarització en ones de ràdio, infraroges i visibles, la qual cosa suggereix que una gran quantitat d'emissió és per radiació de sincrotró, creada pel doll de partícules carregades movent-se a velocitats relativistes. Les observacions de VLBI en radi de 3C 273 mostren moviments propis de la font d'algunes regions d'emissió que aparentment es mouen a velocitats superlumíniques.
La posició del 3C 273 és (J2000) ascensió recta 12h 29m 6,7s, declinació +2d 3m 8,6s, i és visible a la primavera a ambdós hemisferis. És prou brillant per a ser vist amb telescopis grans d'aficionat, ja que és un dels quàsars més lluminosos coneguts, amb una magnitud aparent en el visible (banda V) de 12,698. Això es tradueixen a la distància a la qual es troba en una magnitud absoluta de –26,2.
És un dels quàsars més propers amb un desplaçament cap al roig ({\displaystyle z} = 0,158). El desplaçament cap al roig {\displaystyle z} es defineix com:
{\displaystyle z={\frac {\lambda -\lambda _{0}}{\lambda _{0}}}}
on {\displaystyle \lambda } és la longitud d'ona espectral observada de l'objecte en moviment i {\displaystyle \lambda _{0}} és la longitud d'ona de la mateixa línia espectral d'una font estàtica. En el cas del 3C 273 la línia de l'hidrogen anomenada Hβ té una longitud d'ona observada a l'espectre del quàsar de 563,1 nm i correspon a la mateixa línia observada als laboratoris de 486,1 nm.
Usant la constant de Hubble obtinguda per la missió WMAP de 71,5 km/s per megaparsec, aquest desplaçament cap al roig correspon amb una distància de 551,5+97,3−78,7 milions de parsecs, o sigui, 1 794 milions d'anys-llum.
El 3C 273 és un quàsar ràdio-silenciós, i fou també la primera font extragalàctica de raigs X descoberta l'any 1970.

## Propietats físiques
El quàsar 3C 273 es tracta d'un forat negre supermassiu, de 6,59 × 109 M{\displaystyle {}_{\odot }} (masses solars) i al seu disc d'acreció, situat al centre d'una galàxia el·líptica gegant (E4). Aquesta galàxia fa 30 segons d'arc (segons sexagesimals) en el seu eix major i presenta una magnitud aparent d'aproximadament 16. Això es tradueixen, a la distància a la qual es troba, en una magnitud absoluta del voltant de –23, la lluminositat esperable en una galàxia més brillant d'un cúmul de galàxies.

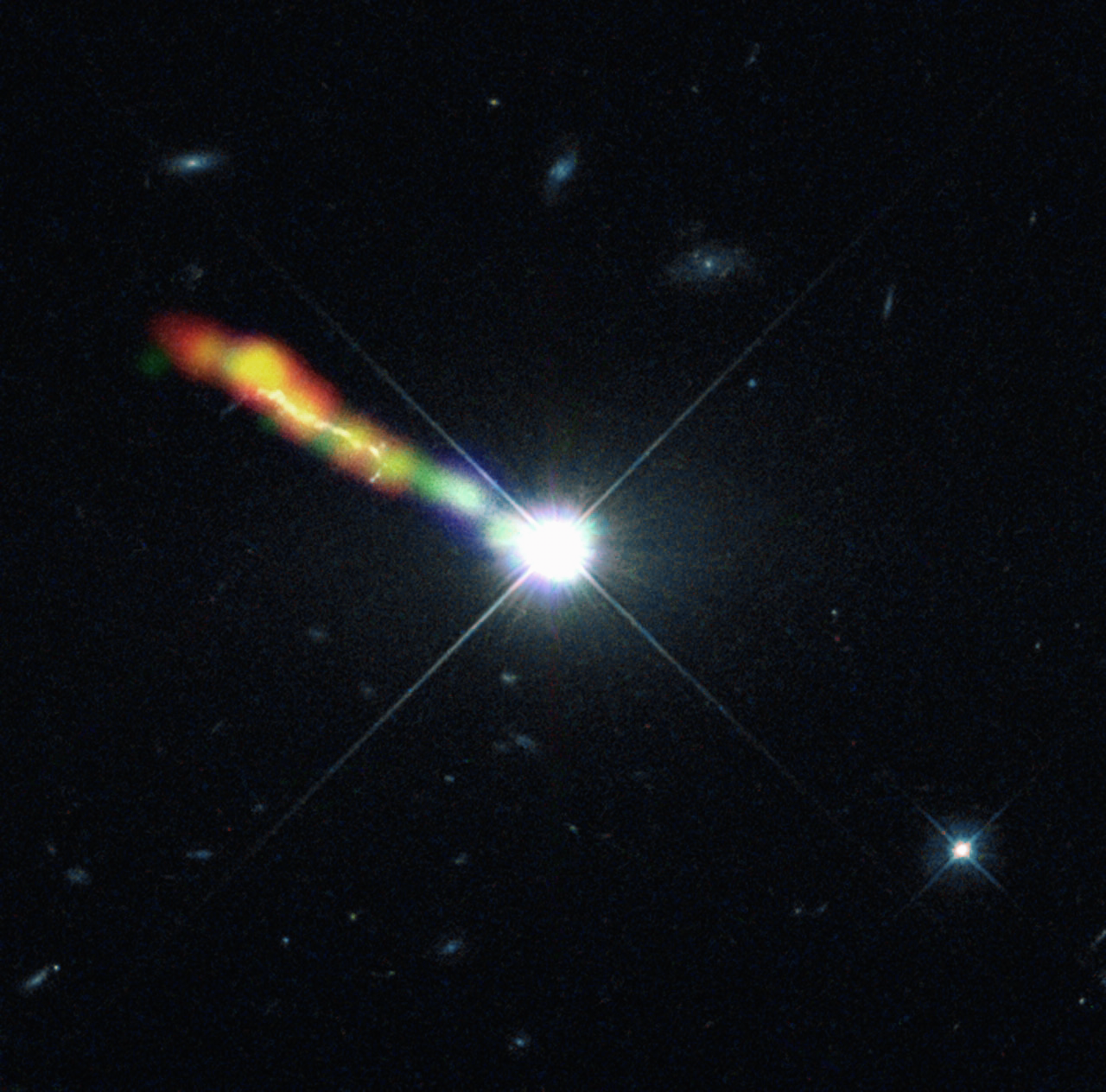
Doll 3C 273A del quàsar 3C 273.

Aquest quàsar es caracteritza per un doll, anomenat 3C 273A, observable en longituds d'ona visibles, que mesura 150 000 anys-llum de llarg. Un doll és el flux de matèria altament col·limat que surt a altes velocitats de certs estels o certes galàxies. La seva aparença és deguda a l’emissió dels electrons que els componen i que es genera mitjançant el procés de sincrotró en què els electrons són accelerats per un camp magnètic emetent ones electromagnètiques. Els dolls són els canals pels quals ingents quantitats d’energia i matèria són transportades des dels quàsars o dels nuclis de les radiogalàxies a l'espai intergalàctic, i d’aquesta manera alimenten les regions extenses de radioemissió que envolten aquestes fonts (els radiolòbuls). Mitjançant observacions en ràdio basades en tècniques interferomètriques d’alta resolució s'ha comprovat que aquests dolls estan perfectament col·limats a distàncies molt pròximes al centre de la galàxia progenitora (un any-llum o menys) i que mantenen la col·limació fins a distàncies d’uns quants centenars de milers d’anys-llum. L’aspecte dels dolls respon a la seva interacció amb el medi pel qual es propaguen. Els dolls són compostos per un gas totalment ionitzat en condicions de molt alta temperatura i extremadament baixa densitat (menys d’una partícula per centímetre cúbic). La presència d’un camp magnètic turbulent cohesiona el plasma rarificat que el constitueix i fa que es comporte com un fluid.

## Curiositats
La cançó To the Quasar, de la banda holandesa de metal progressiu Ayreon tracta sobre aquest objecte. Forma part de l'àlbum Universal Migrator Part 2: Flight of the Migrator publicat el 2000.